# Parking Lot
Parking Lot è un brano musicale estratto come terzo singolo estratto dall'album The Spirit Indestructible della cantante Nelly Furtado del 2012, ed è stato pubblicato il 18 settembre, 4 giorni dopo l'uscita dell'album.